# Nguyễn Quý phi (Đồng Khánh)
Nhất giai Quý phi Nguyễn thị (chữ Hán: 一階貴妃 阮氏; ? – 1885), không rõ tên húy, nguyên là chính thất của vua Đồng Khánh nhà Nguyễn trong lịch sử Việt Nam. Bà mất sau khi Đồng Khánh lên ngôi không lâu.

## Tiểu sử
Quý phi Nguyễn thị là con gái của quan Hậu quân Đô thống Nguyễn Diệm, được vua Tự Đức chọn làm nguyên phối của Đồng Khánh khi ông còn giữ tước Kiên Giang Quận công (堅江郡公).
Năm Đồng Khánh thứ nhất (1886), tháng giêng (âm lịch), trong lời dụ của mình, vua có nhắc đến bà Nguyễn thị như sau: "Trẫm khi còn ẩn náu, hoàng khảo đã tuyển con gái viên hậu quân quá cố Nguyễn Diệm là Nguyễn Thị làm phủ thiếp, đó là người vợ cả của trẫm, mới sinh được người con gái, đương mong sum họp cùng già. Trẫm mới nối ngôi, chưa kịp tấn phong, bỗng đã bỏ trẫm, thoát giầy, không thể tìm được gươm cũ, rất thương tiếc lắm. Mấy lần nhân lễ khánh hạ gia ơn, tuy đã kén chọn cung nhân, lượng cho cấp bậc, cũng chỉ phong đến vị phi tần, còn như việc chủ quỹ khi tế tự, vẫn còn để không, đợi người hiền đức". Năm đó, vua chọn Nguyễn Hữu Thị Nhàn, con gái của đại thần Nguyễn Hữu Độ, lập làm Hoàng quý phi đứng đầu hậu cung.
Tháng 10 (âm lịch) cùng năm, vua mới truy tặng cho chánh thất Nguyễn thị làm Nghĩa tần (義嬪). Với vị trí nguyên phối thì phong hiệu này có thể nói là khá thấp đối với bà Nguyễn thị. Trước đó, khi mới đăng cơ, Đồng Khánh đã phong các cung tần từ thuở còn ở tiềm để là Trần Đăng Thị Đồng và Phan Văn thị vào hàng Nhị giai Phi, cao hơn hẳn so với bà Nghĩa tần.
Theo như lời dụ trên, vua Đồng Khánh mới lên ngôi (năm 1885), chưa kịp sách phong thì bà Nguyễn thị qua đời, nên có thể đoán được là bà mất vào năm này. Cha bà, ông Nguyễn Diệm được truy tặng hàm Thái tử Thiếu bảo.
Tháng 12 (âm lịch), năm Khải Định thứ 2 (1917), vua xuống dụ truy tặng cho tiên triều Nghĩa tần Nguyễn thị làm Nhất giai Quý phi (一階貴妃), ban thụy là Đoan Hòa (端和). Lời dụ rằng: "Tiên triều Nghĩa tần Nguyễn thị, là con gái của cố Hậu quân Nguyễn Diệm và là mẹ đẻ của Ngọc Lâm Thái trưởng công chúa, phụng hầu Hoàng khảo hoàng đế ta từ hồi còn chưa lên ngôi, từ lâu đã được sung làm Nguyên phi, chưa được hưởng ân điển mà đã gỡ trâm ra đi, từng khiến hoàng khảo vô cùng thương tiếc với nỗi niềm khó tìm lại thanh kiếm ngày xưa. Vì yêu quý người thân, tôn sùng đạo lý, đáng phải suy ân. Truyền tấn tặng cho làm Nhất giai Quý phi, ban cho tên thụy là Đoan Hòa, chuẩn dựng đền thờ phụng để bày tỏ sự báo đáp".
Ngọc Lâm Công chúa, húy là Dĩ Ngu (以娛), là trưởng nữ của vua Đồng Khánh. Công chúa lấy chồng là Nguyễn Hữu Tý, con trai thứ của ông Nguyễn Hữu Độ.